# Sintachta
Sintachta (en russe : Синташта) est un site archéologique situé dans l'oblast de Tcheliabinsk en Russie. Il s'agit des ruines d'un site habité fortifié, datant de l'âge du bronze, vers 2800-1600 av. J.-C., site type de la culture de Sintachta. Le site a été caractérisé comme étant un « centre industriel métallurgique fortifié ».
Sintachta est situé dans la steppe juste à l'est des monts Oural. Le site tire son nom de la rivière adjacente, Sintachta, un affluent du Tobol. Le cours changeant de la rivière au cours du temps a détruit la moitié du site, ne laissant derrière lui que 31 de la cinquantaine à soixantaine de maisons du site.
Le site est formé de maisons rectangulaires arrangées en un cercle de 140 mètres de diamètre et entourées d'un mur de terre renforcé de poutre en bois avec des tours et une tranchée profonde à l'extérieur. Les fortifications de Sintachta et des sites similaires tels qu'Arkaïm sont d'une échelle sans précédent pour la région des steppes. Des preuves de la pratique de la métallurgie du cuivre et du bronze ont été identifiées dans chaque maison excavée de Sintachta, signant là aussi une échelle sans précédent de production métallurgique pour la steppe.
Les styles de céramique Abachevo primitif influencent fortement la céramique Sintachta. La culture d'Abachevo aurait joué un rôle majeur dans l'origine de Sintachta. Cependant, compte tenu de l'assimilation de tribus de l'Oural, liées aux cultures Yamna, des catacombes, Poltavka et Abachevo, dans l'horizon Novokumak, il semble erroné de donner à Sintachta une attribution purement aryenne.
Cinq cimetières ont été associés au site, le plus grand (dénommé Sintachta mogila ou SM) contient 40 tombes. Certaines sont des tombes à char, à l'origine des plus anciens chars connus dans le monde. D'autres présentent des sacrifices de chevaux, allant jusqu'à huit dans une tombe, plusieurs armes en pierre, en cuivre et en bronze, et des ornements en argent et en or. Le cimetière SM est recouvert d'un très grand kourgane un peu plus récent. Les sacrifices funéraires à Sintachta ont par ailleurs de fortes similarités avec les rituels funéraires décrits dans le Rig-Véda, un ancien texte religieux indien souvent associé avec les Proto-Indo-Iraniens.
Les datations au radiocarbone du site et des cimetières couvrent plus d'un millénaire, suggérant une occupation précédente appartenant à la culture de Poltavka. La majorité des datations, cependant, sont dans la période 2100-1800 av. J.-C., ce qui pointe vers une occupation majoritaire du site en accord avec les autres sites et cimetière de la culture Sintachta.